# 东城街道 (达州市)
东城街道，是中华人民共和国四川省达州市通川区下辖的一个乡镇级行政单位。

## 行政区划
东城街道下辖以下地区：
二马路社区、凉水井社区、翠屏路社区、文华街社区、会仙桥社区、凤翎社区、张家湾社区、南岳社区、文江祠社区、胡家坝社区、北岩寺社区、健民路社区和凤凰社区。